# Gabe Pruitt
Gabriel Michael Pruitt (Los Ángeles, California, 19 de abril de 1986) es un jugador de baloncesto estadounidense que juega en Panionios BC. Mide 1,93 metros y juega de base.

## Trayectoria deportiva

### Universidad
Jugó durante 3 temporadas con los Trojans de la Universidad de Southern California, en los cuales promedió 13,8 puntos y 3,5 asistencias por partido. En 2007 consiguió con su equipo llegar a octavos de final del Torneo de la NCAA, cayendo ante el número uno, North Carolina. Pruitt anotó más de 10 puntos en los cuatro partidos disputados en el torneo.

#### Estadísticas
Estas son sus estadísticas completas de su paso por USC:
| Temporada | P  | TC%  | 3P%  | TL%  | Reb. | RPP | Asis | Tap | Rob | Pts  | PPP  |
| --------- | -- | ---- | ---- | ---- | ---- | --- | ---- | --- | --- | ---- | ---- |
| 2006-2007 | 26 | 41.6 | 35.0 | 80.0 | 73   | 2.8 | 4.3  | 0.3 | 1.8 | 324  | 12.5 |
| 2005-2006 | 25 | 40.5 | 38.0 | 80.3 | 101  | 4.0 | 3.1  | 0.3 | 2.2 | 422  | 16.9 |
| 2004-2005 | 29 | 48.8 | 45.0 | 70.3 | 73   | 2.5 | 3.2  | 0.1 | 1.9 | 356  | 12.3 |
| Carrera   | 80 | 43.4 | 39.3 | 77.8 | 247  | 3.1 | 3.5  | 0.2 | 2.0 | 1102 | 13.8 |

### Profesional
Fue elegido en el puesto 32 de la segunda ronda del Draft de la NBA de 2007 por Boston Celtics, equipo con el cual se ha comprometido para las dos próximas temporadas. En julio de 2009 fue despedido del equipo.
El 11 de septiembre de 2009 fichó como agente libre por New York Knicks.

#### Estadísticas

##### Temporada regular
| Año     | Equipo | PJ | PT | MPP | %TC  | %3P  | %TL  | RPP | APP | ROB | TPP | PPP |
| ------- | ------ | -- | -- | --- | ---- | ---- | ---- | --- | --- | --- | --- | --- |
| 2007-08 | Boston | 15 | 0  | 6.5 | .359 | .250 | .500 | .5  | .9  | .3  | .0  | 2.1 |
| 2008-09 | Boston | 47 | 0  | 7.8 | .307 | .292 | .810 | .9  | .8  | .3  | .1  | 2.0 |
| Total   |        | 62 | 0  | 7.4 | .321 | .283 | .783 | .8  | .8  | .3  | .0  | 2.0 |

##### Playoffs
| Año     | Equipo | PJ | PT | MPP | %TC  | %3P  | %TL  | RPP | APP | ROB | TPP | PPP |
| ------- | ------ | -- | -- | --- | ---- | ---- | ---- | --- | --- | --- | --- | --- |
| 2008-09 | Boston | 4  | 0  | 2.8 | .000 | .000 | .000 | .0  | .5  | .0  | .2  | .0  |
| Total   |        | 4  | 0  | 2.8 | .000 | .000 | .000 | .0  | .5  | .0  | .2  | .0  |